# Avenida Doctor Honorio Pueyrredón
La avenida Doctor Honorio Pueyrredón es una arteria vial de la Ciudad de Buenos Aires, Argentina. Originalmente fue denominada Avenida Parral, como continuación de la calle del mismo nombre.

## Características
La avenida recorre los barrios de Caballito y Villa Crespo en el centro geográfico de la ciudad.
En 1895 empezó a correr por la actual traza de la avenida un ramal ferroviario llamado Nuevo ramal a la Chacarita correspondiente al Ferrocarril Oeste de Buenos Aires, actual Sarmiento, que unía la estación Caballito con la estación Triunvirato en el barrio de Chacarita.
Durante la intendencia de Carlos Noel la Municipalidad tramitó con el Ferrocarril Oeste el levantamiento de las vías, un reclamo de la Asociación de Fomento General Alvear que buscaba integrar los sectores Este y Oeste de Caballito y proporcionar una vía de acceso rápido al barrio. La empresa accedió y procedió a levantar el ramal en 1926, año en se inauguró la actual arteria vial con el nombre de Avenida Parral. En el acto se descubrió una placa con la inscripción siguiente:

La empresa del Ferrocarril Oeste tendió los rieles en esta calle para labrar su progreso. Los retiró para no detenerlo.

 En 1959 una ordenanza impuso la denominación de Avenida Doctor Honorio Pueyrredón, aunque en 1963 se volvió al antiguo nombre de Avenida Parral. Meses más tarde, ese mismo año, otra ordenanza restableció el nombre vigente.
Existe un proyecto para que parte de la futura Línea I de subterráneos corra por debajo de parte de la avenida, aunque no existe un futuro previsible para la materialización de dicha línea.

## Recorrido
La avenida nace en la calle Neuquén en el barrio de Caballito. Recorre nueve cuadras a lo largo de un área residencial de este barrio, pero también existe un reducido tramo peatonal (desconexo de la avenida) que parte de la calle Rojas y termina en Yerbal trazando un ángulo de 90 grados, es una antigua prolongación de la actual Parral, y dejó de llamarse Parral en la década de los 60.
En la zona del monumento al Cid Campeador cruza las avenidas Díaz Vélez y Ángel Gallardo para ingresar al barrio de Villa Crespo.
A partir de este punto, ya en Villa Crespo, recorre 12 cuadras más, cruza la Avenida Juan B.Justo y finaliza en la Avenida Warnes, siendo su continuación la calle Mario Bernasconi y esta última también es una antigua prolongación de la actual Parral, pero dejó de denominarse Parral en el año 1989.

## Cruces importantes y lugares de interés

### Caballito (1-1100)

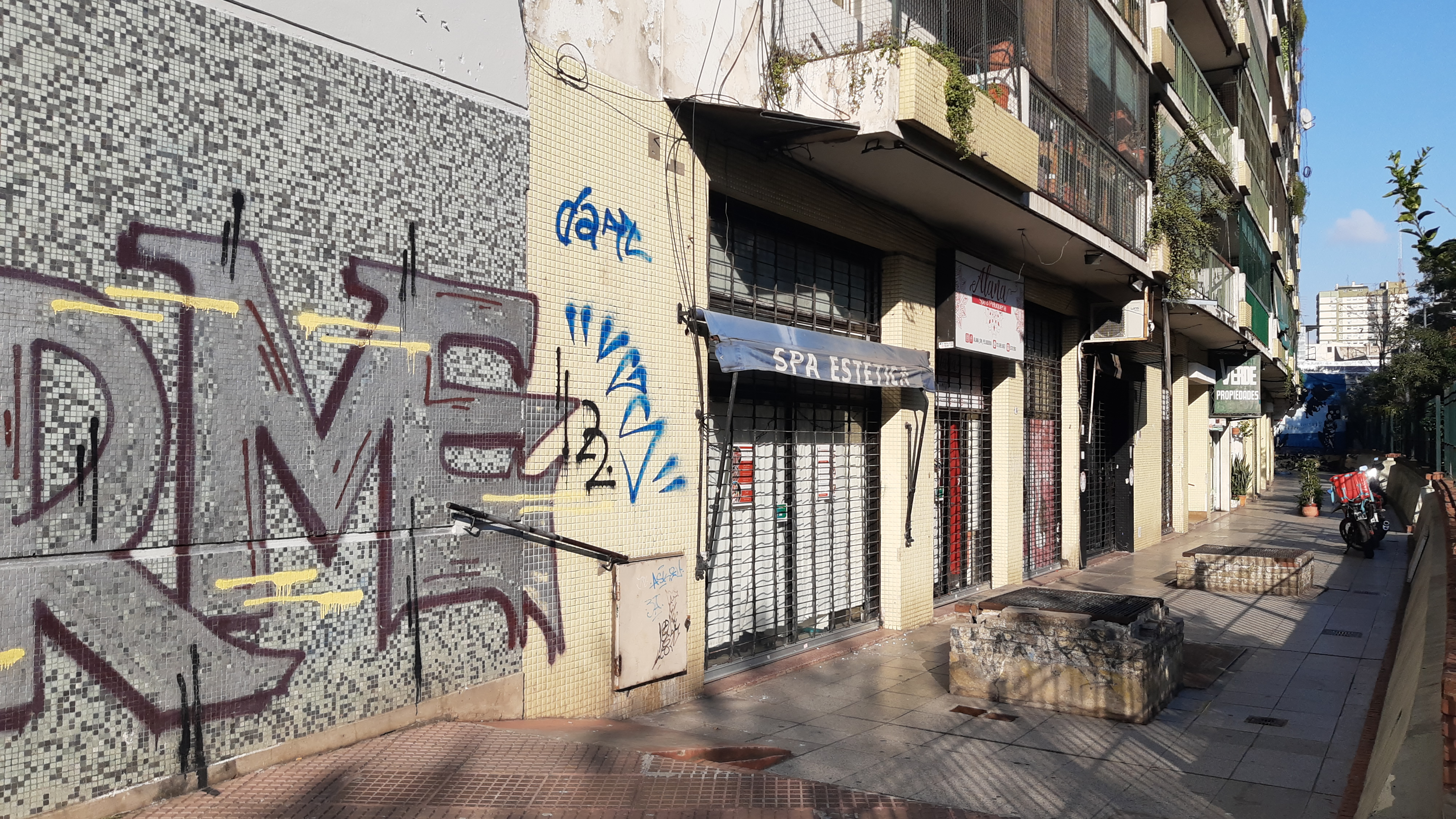
Tramo peatonal inconexo entre las calles Rojas y Yerbal, en Caballito.

- 1:Tramo peatonal inconexo entre las calles Rojas y Yerbal - Plaza Crisólogo Larralde - Estación Primera Junta de la Línea A (subte de Buenos Aires)
- 300: Calle Neuquén - Estación Caballito del Ferrocarril Domingo F. Sarmiento
- 400: Avenida Avellaneda - Sanatorio Municipal Dr. Julio Méndez

### Villa Crespo (1100-2100)
- 1100: Avenida Díaz Vélez - Avenida Gaona - Avenida Ángel Gallardo - Avenida San Martín - Monumento a Rodrigo Díaz de Vivar (Cid Campeador)
- 1900: Avenida Juan B.Justo - Metrobús Juan B. Justo parada H. Pueyrredón
- 2100: Avenida Warnes

## Toponimia
Recibe el nombre de Honorio Pueyrredón, quien fuera un jurisconsulto, profesor universitario, político y diplomático argentino.